# Национални пут Јапана 45
Национални пут Јапана 45 је Национални пут у Јапану, пут број 45, који спаја градску четврт Аоба, Сендај и град Аомори, укупне дужине 516,9 км.